# Valerian Tchoudovski
Valerian Adolfovitch Tchoudovski (Валерьян Адольфович Чудовский), né le 2/14 avril 1882 à Saint-Pétersbourg et mort fusillé le 4 novembre 1937, est un bibliothécaire, critique littéraire et théoricien russe de la versification.

## Biographie

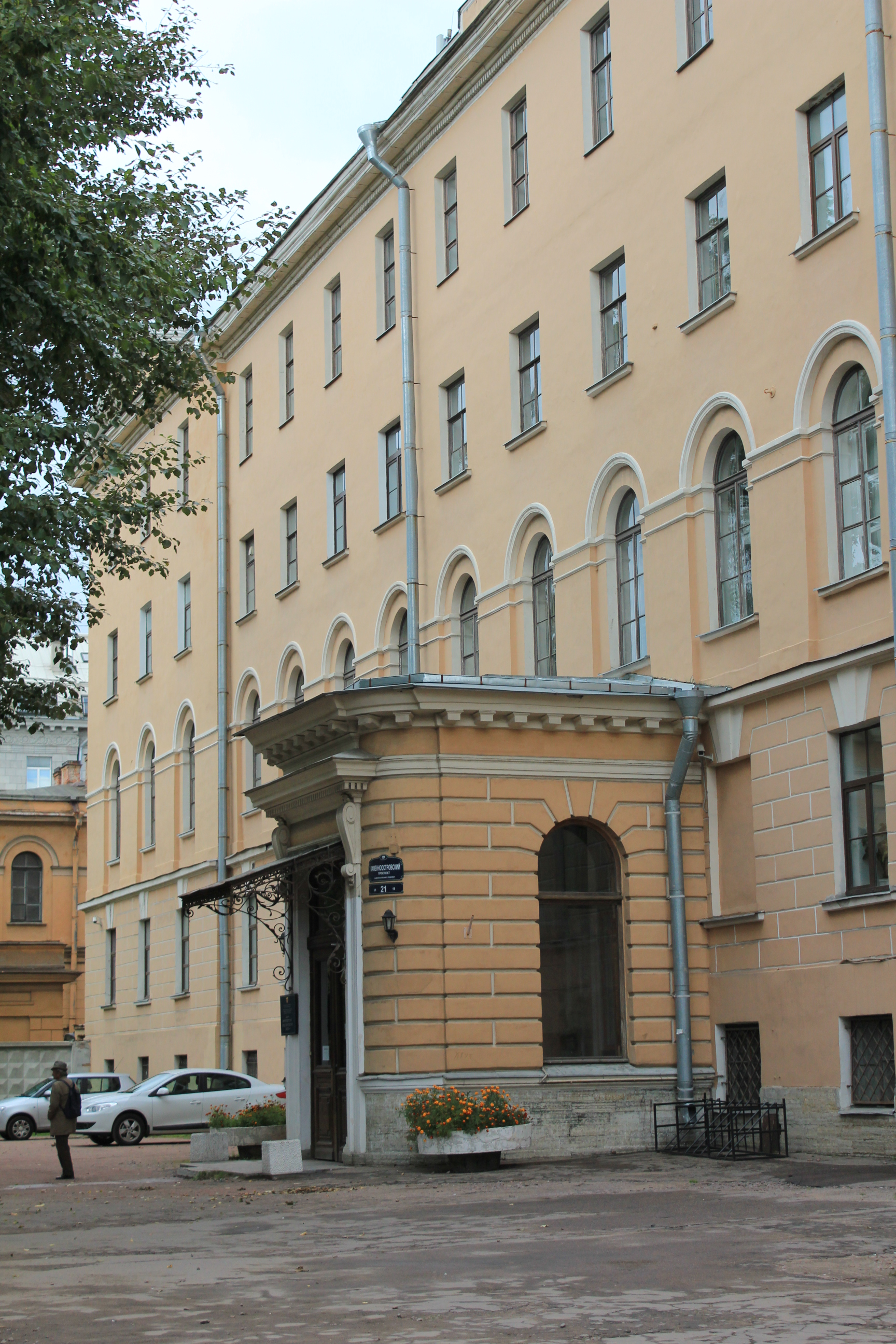
Lycée Alexandre.

Il naît dans une famille de la noblesse militaire. Son père est le lieutenant général Adolf Alexeïevitch Tchoudovski (1848-1904).
Il est diplômé du 5e gymnasium de Kiev (1901)  et du lycée impérial Alexandre de Saint-Pétersbourg (1904). En 1903, il rédige une dissertation Le pouvoir du président aux États-Unis et dans la République française, conservé aux archives du lycée.
Après avoir obtenu son diplôme, il entre dans la fonction publique au service du département de la gestion foncière du ministère de l'intérieur. En 1907-1909, il poursuit ses études à l'étranger; à son retour en Russie il est intégré le 13 mai 1910 au ministère de l'instruction publique et détaché au département juridique de la Bibliothèque impériale publique. Un an plus tard, le 30 juin 1911, il est muté au personnel de la bibliothèque en tant que bibliothécaire adjoint subalterne ; à partir du 4 décembre 1913, il devient le chef du département juridique, et à partir du 9 janvier 1914, il est nommé en plus le registraire de la bibliothèque.
En septembre 1915, il est élevé au rang de conseiller de collège et il est nommé juré dans la 1ère division du tribunal de district de Pétrograd. Le 1er mars 1916, il devient chef du département des beaux-arts et de la technologie de la bibliothèque. Le 19 juin 1918, Tchoudovski est nommé chef du département de la bibliothèque Rossica, et à partir du 18 octobre 1919, du département des belles-lettres.
Il est bibliothécaire-en-chef de la Bibliothèque publique d'État.
Valerian Tchoudovski est arrêté le 7 avril 1925 dans le cadre de l'affaire des lycéens, affaire fabriquée par la Guépéou, puis envoyé en exil à Nijni Taguil pour cinq ans. Il y devient le chef de la bibliothèque régionale de Taguil, composée de l'exceptionnelle collection de  plus de 38 000 livres, des anciens propriétaires terriens Demidoff de San Donato. Après avoir purgé sa peine, il retourne à Léningrad et en 1934 il enseigne à l'Institut de mécanisation et d'agriculture socialiste.
En 1935 sa femme et lui, Inna Romanovna, née Malkina, sont exilés par les autorités à Oufa, où il enseigne à la filiale de Bachkirie de l'Institut d'études avancées de Sverdlovsk. Il est de nouveau arrêté le 25 août 1937 et condamné à la peine capitale en vertu de l'article  58-10, 58-11 du code pénal de la RSFSR pour participation à la mythique « organisation polonaise des troupes ». Il est fusillé parmi 98 personnes le 4 novembre 1937. Il est réhabilité le 14 janvier 1958.

## Activité littéraire
En 1910-1917, Tchoudovski collabore à la revue Apollon en tant que secrétaire et auteur; il y publie des articles consacrés aux poètes symbolistes et acméistes (il apprécie par exemple Anna Radlova), au théâtre et des travaux sur la théorie de la versification et la littérature russe du début du XXe siècle. Il fait paraître en 1914 son ouvrage La Bibliothèque impériale publique depuis cent ans: 1814-1914.

## Joueur d'échecs
Tchoudovski était amateur chevronné de jeu d'échecs; il apporté une contribution significative à l'organisation de compétitions d'échecs et d'associations de joueurs d'échecs. En 1909, il est membre du comité d'organisation du tournoi à la mémoire de Mikhaïl Tchigorine de Saint-Pétersbourg et du tournoi panrusse des amateurs (1909) en parallèle avec celui-ci. En 1914, il est élu secrétaire de l'Union des échecs russes.